# Katyń
Katyń (ros. Катынь) – wieś (ros. село, trb. sieło) w zachodniej Rosji, centrum administracyjne osiedla wiejskiego Katynskoje rejonu smoleńskiego w obwodzie smoleńskim.

## Geografia
Miejscowość położona jest u ujścia Katynki do Dniepru, przy drodze federalnej R120 (Orzeł – Briańsk – Smoleńsk – Witebsk), 23 km na zachód od Smoleńska.
W granicach miejscowości znajdują się ulice: Gornaja, Koopieratiwnaja, Ługowaja, Piesocznaja, Polewaja, Proletarskaja, Sadowaja, Sowietskaja, Witiebskoje szosieje, 1-yj Wostocznyj pierieułok, 2-oj Wostocznyj pierieułok, 3-ij Wostocznyj pierieułok, Zariecznaja.

## Demografia
W 2010 roku miejscowość zamieszkiwało 1551 osób.

## Nazwa miejscowości
Przypuszcza się, że nazwa miejscowości pochodzi od rosyjskiego czasownika katat’, katit’  (ros. катать, катить), gdyż przetaczano tędy statki z dorzecza Dniepru do dorzecza Dźwiny, albo od staroruskiego kat', katuń (ros. кать, катунь) (obóz, obozowisko).

## Historia

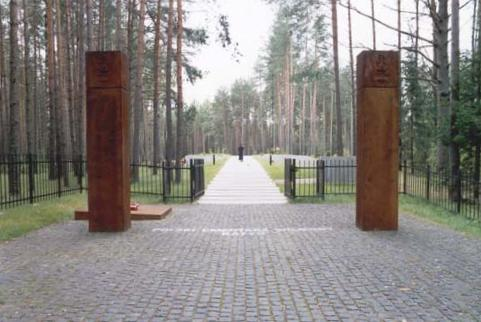
Wejście na teren Polskiego Cmentarza Wojennego w Katyniu

Przed I wojną światową Gniezdowo wraz z lasem katyńskim należało do rodziny Koźlińskich. W XIX wieku Piotr Koźliński ożenił się z Leokadią Lefftreu, która była córką dyrektora angielskiej firmy budującej linie kolejowe m.in. w Rosji. Na mocy intercyzy Gniezdowo i Katyń stały się współwłasnością brytyjską.

### Zbrodnia katyńska
Tak zwany „Las Katyński” w przeszłości należał do rodzin Koźlińskich oraz od 1896 do 1917 do Lednickich, zaś po rewolucji 1917 został przejęty przez państwo sowieckie. Około 1929 przy terenie zostały umieszczone napisy pt. „Specjalna strefa GPU. Nieupoważnionym wstęp wzbroniony”. W 1931 część obszaru leśnego została otoczona drutem kolczastym. Została zbudowana duża willa, która była użytkowana jako dom wypoczynkowy dla funkcjonariuszy policji politycznej
W tym rejonie, na uroczysku „Kozie Góry” (ros. Козьи Горы) (niekiedy nazywanym również „Kosogory”, co może być zniekształconą nazwą pochodzącą z języka niemieckiego), funkcjonariusze sowieckiego Ludowego Komisariatu Spraw Wewnętrznych ZSRR (NKWD) od lat 30. XX wieku grzebali zwłoki ofiar czystek politycznych Józefa Stalina.
W 1940 roku funkcjonariusze NKWD rozstrzelali w tym miejscu ok. 4400 polskich jeńców wojennych z obozu w Kozielsku, ofiary zbrodni katyńskiej. Teren Lasu Katyńskiego był ośrodkiem wypoczynkowym dla pracowników Obwodowego Zarządu NKWD w Smoleńsku; znajdowała się w nim willa położona nad brzegiem Dniepru. W pobliskim Gniezdowie znajduje się Polski Cmentarz Wojenny w Katyniu.

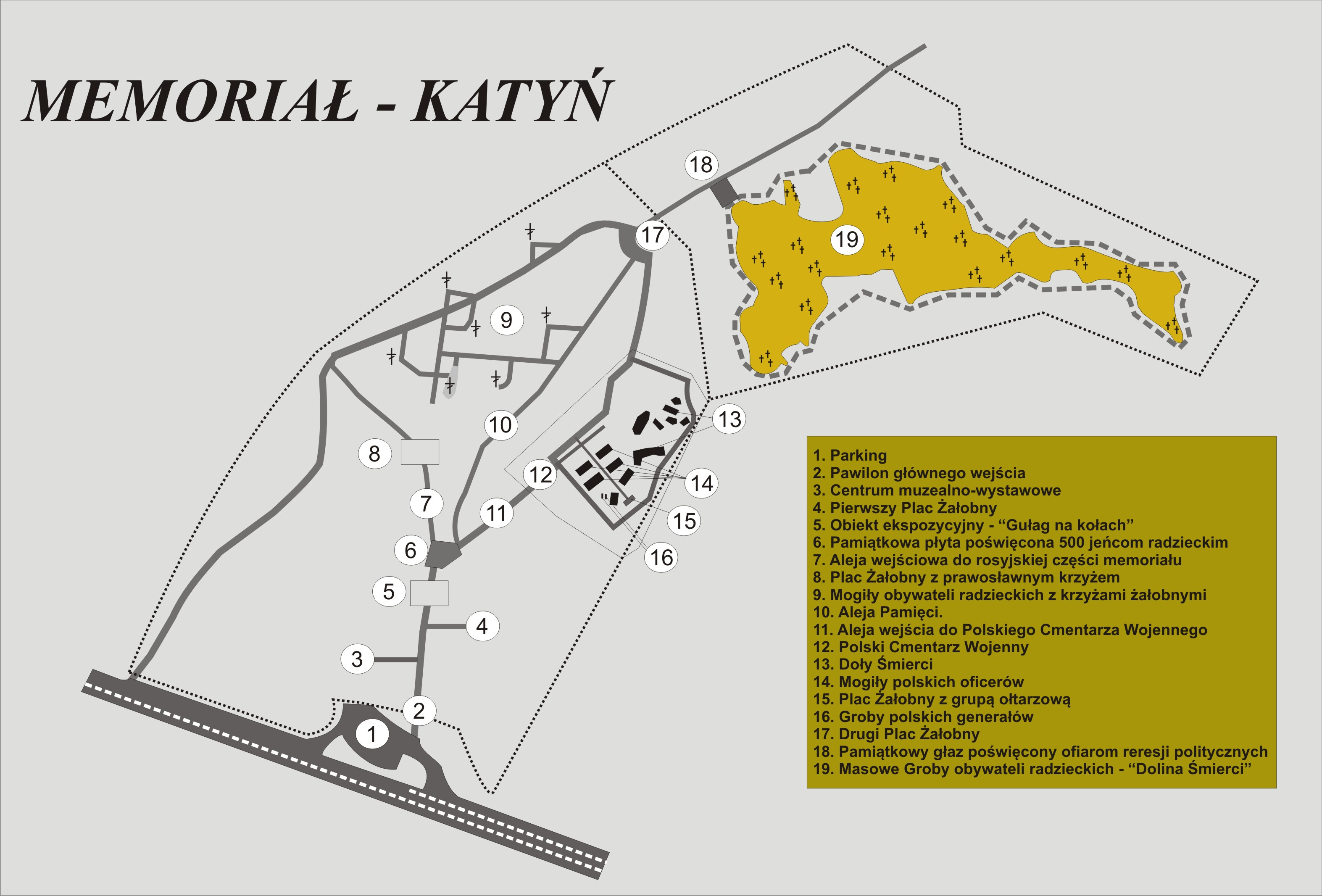
Memorial-Katyń plan

Wyrażenia „Katyń” i „Las Katyński” są używane metonimicznie na określenie zbrodni katyńskiej, dokonywanej w 1940 roku w różnych miejscach ZSRR i polegającej na wymordowaniu przez NKWD przeszło 21,5 tys. polskich jeńców wojennych i więźniów na mocy decyzji najwyższych władz Związku Radzieckiego zawartej w uchwale Biura Politycznego KC WKP(b) z 5 marca 1940 roku (tzw. decyzja katyńska).

### Rezerwat archeologiczny
Na wschód od Katynia, na terenie Gniezdowa, na odcinku 5 km na prawym brzegu Dniepru znajduje się rezerwat archeologiczny obejmujący cmentarzysko kurhanowe z kilkoma tysiącami grobów oraz dwa grodziska. Kurhany i grodziska są datowane na IX–X wiek n.e. i są one związane z ważną stacją na wikińskim rzecznym szlaku od Waregów do Greków.

## Urodzeni w Katyniu
- Warsonofiusz (Griniewicz) – biskup Rosyjskiego Kościoła Prawosławnego pochodzenia białoruskiego